# Curimatella immaculata
Curimatella immaculata és una espècie de peix de la família dels curimàtids i de l'ordre dels caraciformes.

## Morfologia
- Els mascles poden assolir 9,3 cm de llargària total.
- Nombre de vèrtebres: 31-33.[5]

## Alimentació
Menja una àmplia varietat d'algues i fongs.

## Hàbitat
Viu en zones de clima tropical.

## Distribució geogràfica
Es troba a Sud-amèrica: riu Rupununi (conca del riu Essequibo) i conques dels rius Orinoco, Amazones i Tocantins.